# Desigualdad de género en México
La desigualdad de género en México se refiere a la desigualdad de oportunidades y de trato que enfrentan hombres y mujeres en dicho país. Las mujeres sufren sistemáticamente actos de desigualdad y discriminación, situaciones de violencia, abusos e inequidades en la casa, escuela, trabajo y lugares públicos son algunos ejemplos de los casos de desigualdad de género que experimentan a comparación de los varones. A partir de 2022, el Foro Económico Mundial clasificaba a México en el puesto 31 en términos de igualdad de género entre 146 países. La desigualdad de género estructural es relativamente homogénea entre los estados mexicanos ya que existen muy pocas diferencias regionales en las desigualdades presentes.
Las desigualdades causan la pérdida de oportunidades para recibir una educación, obtener un empleo, participar de manera activa en la política y en general tener una vida plena y segura. A nivel mundial las mujeres ocupan solo 24% de los escaños parlamentarios en todos los gobiernos, casi dos terceras partes de todas las personas adultas analfabetas son mujeres y una de cada tres mujeres ha sufrido violencia por cuestiones de género. En México 7 de cada 10 mujeres de 15 años o más sufre o ha sufrido violencia en algún momento de su vida.

## Desigualdad de género en el ámbito laboral

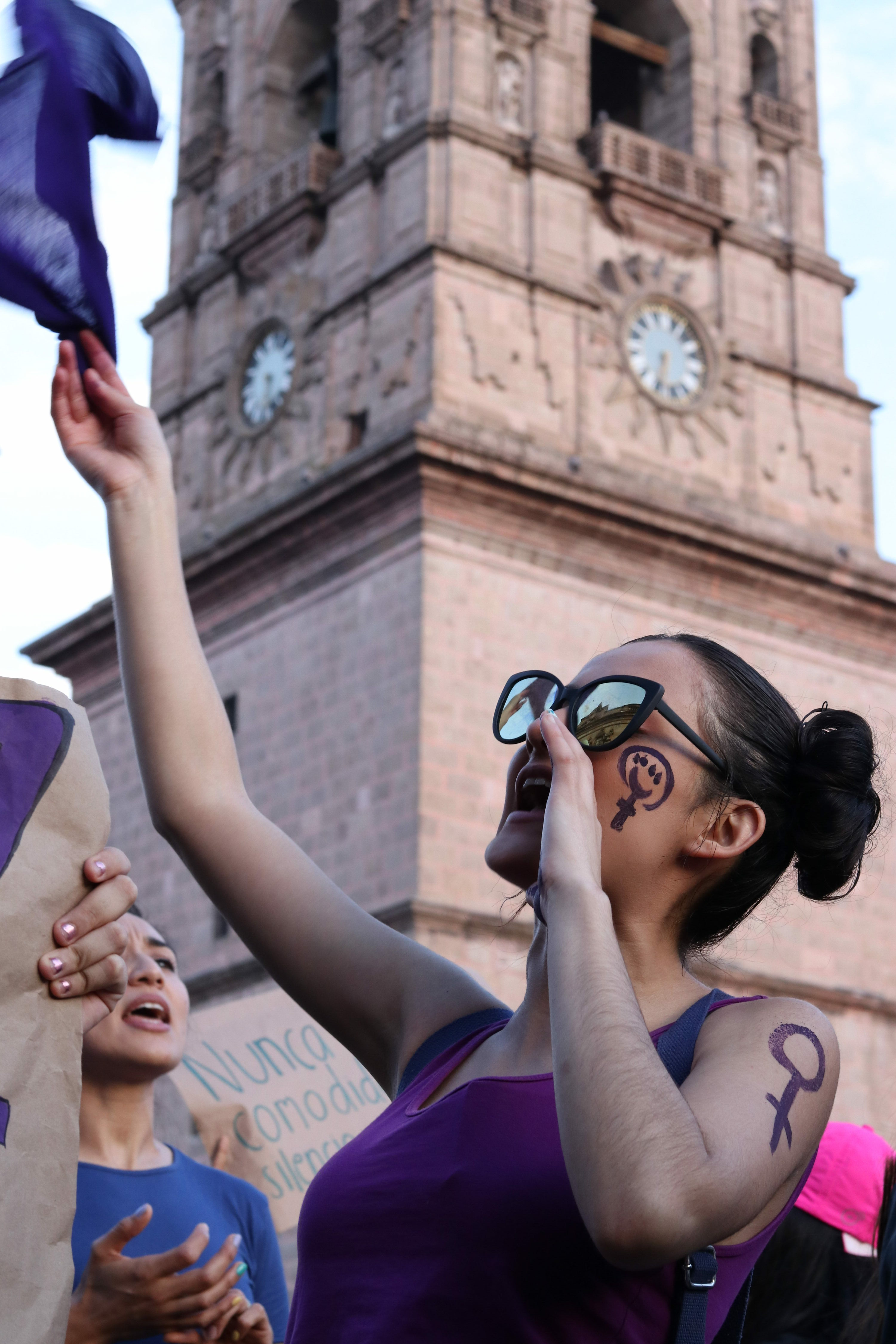
Joven mexicana en una protesta contra el machismo y la desigualdad.

La Desigualdad de género es un fenómeno que crea Violencia y Discriminación al sexo femenino el cual genera grandes brechas que permiten que las mujeres tengan un acceso limitado a la riqueza y que sean tratadas de forma discriminatoria y con inferioridad en comparación con los hombres. Las diferencias que existen entre hombres y mujeres respecto a las tareas que desempeñan en el ámbito laboral y doméstico son las que determinan las desigualdades más importantes, pues las mujeres dedican un mayor tiempo a las actividades del hogar por lo que se les restringe de la participación en diversos ámbitos en comparación con los hombres. Según el Instituto Mexicano para la Competitividad, A.C. solo el 1% de las mujeres mexicanas tienen cargos directivos mientras que el 76% realizan actividades del hogar sin remuneración salarial. Las consecuencias que trae consigo la desigualdad representan un factor limitante para el desarrollo integral de la mujer, pues genera impedimentos en la superación profesional y por ende crea brechas laborales que a su vez originan rezago económico, siendo mucho más vulnerables a la pobreza. Por otra parte se estima que las madres solteras representan un sector importante en esta problemática, según el Informe Mujeres con Responsabilidad Familiar no Compartida y Empleo se estima que 8 de cada 10 mujeres al frente de una familia monoparental se siente discriminada en el ámbito laboral identificando diversas barreras en el acceso al empleo, escasas oportunidades y Diferencia salarial de género que sin duda limita el desarrollo de los niños que se encuentran al cargo de la madre, pues impacta en el sector salud, educativo entre otros más.
La problemática genera nuevos desafíos para la sociedad por lo que existe un gran interés por modificar esta perspectiva que se tiene sobre las mujeres, acabar con estereotipos y que los hombres respeten al género femenino tal y como se les respeta a ellos, que exista igualdad en cuanto a oportunidades para de esta manera erradicar la pobreza y combatir actos discriminatorios que atenten en contra de los derechos de las mexicanas. 
Si bien es un problema mundial se estima que esta depende de diversos factores sociales y acciones políticas generadas para erradicarlas, un ejemplo de ello es Islandia ya que tiene una brecha de género del 87.7% por lo que se encuentra en el primer puesto del ranking, siendo el país donde existe más igualdad entre hombres y mujeres.
Islandia ha logrado esto debido a que existen diferencias en cuanto al acceso al conocimiento, esto en comparación con México quien tiene una Brecha de género del 75.4% ubicándose en la posición 25 del ranking. Islandia ha logrado realizar diversas reformas legislativas y cambios institucionales a favor de la igualdad.

## Desigualdad de género en la educación

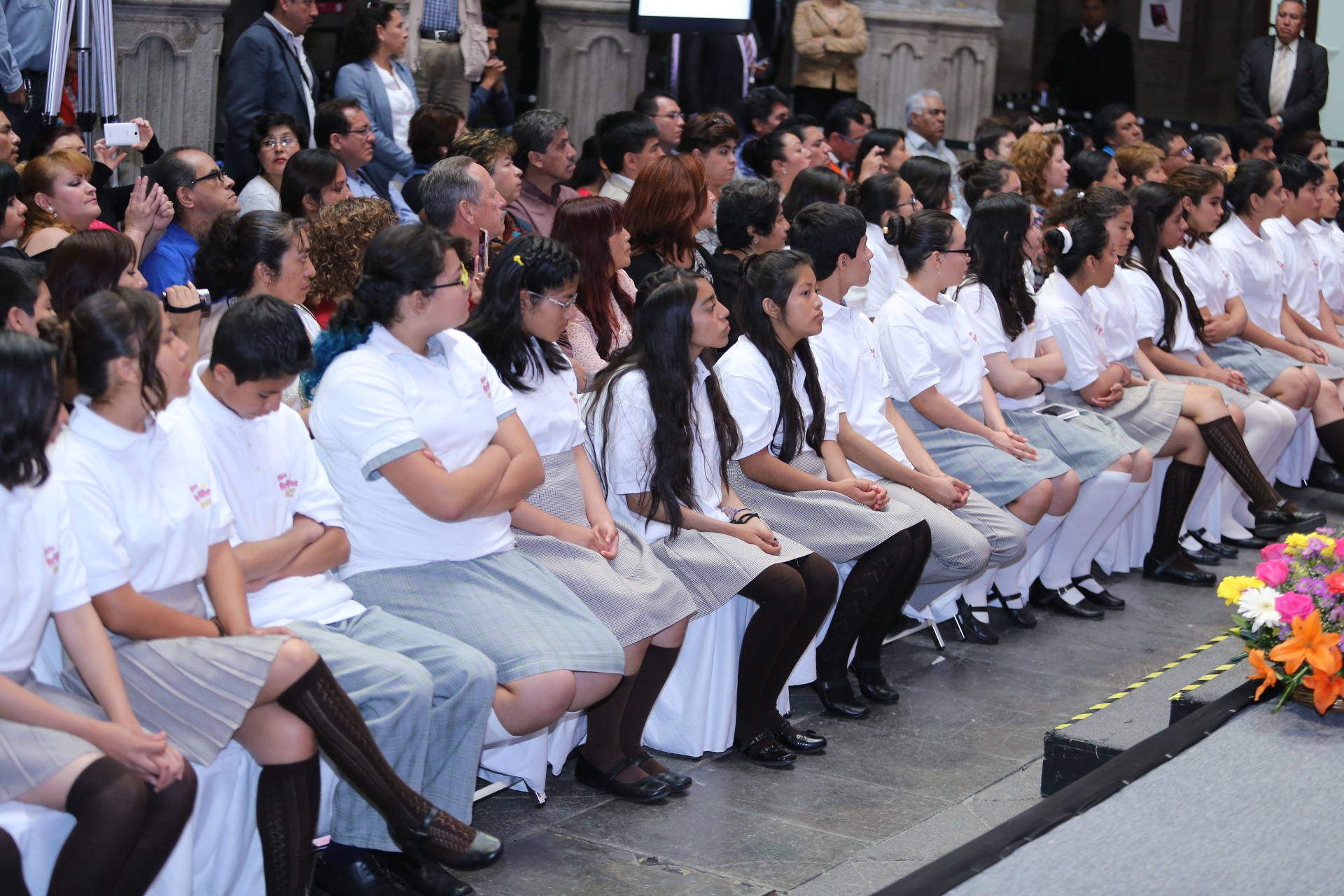
Estudiantes de la Ciudad de México

Existen muchas situaciones en las que las niñas y mujeres son privada del acceso a la educación o se le obstaculiza el acceso a esta por cuestiones de género, algunas de las razones para que este tipo de situaciones ocurran son conceptos machistas reforzados por familia, compañeros y personal de instituciones educativas además de la falta de perspectiva de género en las instituciones y en la planeación de programas sumado al acoso que muchas mujeres y niñas experimentan dentro y fuera de las escuelas, todos estos elementos hacen el acceso a una educación integra y de calidad mucho más difícil para las mujeres que para los hombres en muchos casos, se estima que las mujeres representan dos tercios de los 750 millones de adultos que carecen de conocimientos básicos de alfabetización.
Los actos de desigualdad y discriminación por cuestiones de género ocurren  en muchos espacios alrededor del mundo, uno de estos es el ámbito educativo. La educación es un aspecto fundamental para el pleno desarrollo de todo ser humano tanto de forma profesional como social y personal. La educación es un derecho plasmado en el artículo 26 de la Declaración Universal de los Derechos Humanos que habla exclusivamente de la importancia que tiene la educación para el desarrollo de las personas y la obligación que tienen los gobiernos para ofrecer educación elemental obligatoria, educación técnica y profesional generalizada y un acceso igual a la educación profesional para todas las personas sin importar género, sexo, color de piel, religión ni ninguna otra característica que pueda ser motivo de discriminación.
En México el acceso a la educación todavía es una precaria diferente para hombres y mujeres, la brecha en el acceso a la educación por cuestiones de género todavía es algo real en México al igual que en muchas otras partes del mundo. En México hay mayor número de niñas que niños inscritas a instituciones de educación básica pero a nivel profesional las cifras son inversas. De acuerdo con datos del INEGI en 2020 el número de años promedio de escolaridad de la población de 15 años y más fue de 9.81 en hombres y 9.61 en mujeres, la tasa de alfabetismo en el mismo grupo es mayor en hombre con una tasa de 95.83% que en mujeres, que tienen una tasa de alfabetismo de 94.30%.
La deigualdad de género que afecta a las instituciones educativas de México también se ve reflejada en el personal docente que trabaja en estas, una encuesta realizada por el INEE en 2015 muestra que en nivel preescolar el 93.2% del profesorado son mujeres, en primaria 67.3% y en secundaria 52.7%, un patrón muy similar en reducción de mujeres en espacios educativos en cada nivel similar al que se puede observar en el alumnado. La brecha de género también está presente en los cargos de dirección, de acuerdo con una publicación del INEE de 2018 aunque el profesorado de primaria este compuesto mayormente por mujeres en el ciclo escolar 2018-2019 solo 45.1% de los cargos de dirección en el sector primaria eran ocupados por mujeres, a pesar de que en este nivel el porcentaje de profesores que son mujeres supera el 60%, al igual que en los casos anteriores en cada nivel hay una reducción del porcentaje de mujeres, especialmente en el caso de cargos de supervisión (personal coordinador de escuelas dentro de la SEP), a nivel preescolar 94.4% de este personal son mujeres, en primaria se reduce al 37.7% y en secundaria solo 27.6% son mujeres.

## Desigualdad de género en la economía
En 1995, las mujeres constituían sólo el 29% de la población económicamente activa de México y el 23% de la población económicamente activa asalariada. Desde la década de 1990, el número de mujeres en la fuerza laboral mexicana ha aumentado considerablemente, mientras que la participación de los hombres en la fuerza laboral ha disminuido. Los porcentajes reales de mujeres empleadas y desempleadas promedian alrededor del 30-35%, mientras que el porcentaje de hombres empleados promedia alrededor del 70%. Además, según un estudio realizado por Margarita Valdés, el 6% de ellas en la fuerza laboral están empleadas en el sector informal donde no tienen un salario fijo o en el sector de industrias en el hogar donde no reciben salario.
Otro estudio encontró que en ocupaciones profesionales y técnicas, hay alrededor de 65 mujeres por cada 100 hombres. Este estudio también encontró que la mayor desigualdad económica de género existe en la propiedad de empresas, con 17 empresas propiedad de mujeres por cada 100 empresas propiedad de varones.
Aunque la proporción de género de los trabajadores rurales es casi igual, las tasas de empleo de las mujeres en el mercado laboral rural mexicano son mucho más bajas que las de los varones. Los estudios también sugieren que muchas mujeres en comunidades rurales sienten que el trabajo remunerado formal fuera del hogar entra directamente en conflicto con el papel tradicional de las mujeres como amas de casa.

## Desigualdad de género en la política
En prácticamente todos los niveles del gobierno mexicano, las mujeres están subrepresentadas en comparación con los hombres. México ha tenido muy pocas mujeres en el gabinete a lo largo de su historia, y nunca ha tenido una jefa de estado. Según un estudio de 1998, las mujeres ocupaban solo el 14.2 por ciento de los escaños parlamentarios, lo que lo ubica detrás de la mayoría de los países desarrollados (con la excepción de los Estados Unidos) en representación femenina.
Un estudio de 2004 sugiere que las niñas en México piensan que la participación política es tan importante como los niños, pero debido a su creencia socializada de que la política es un campo profesional masculino, estos niños no tienen la intención de buscar una carrera política.

## Desigualdad de género en la salud
Desde 2008, 16 de los 32 estados han declarado ilegal el aborto. Sin embargo, la Suprema Corte de Justicia de la Nación ha confirmado la constitucionalidad de las leyes que permiten el aborto hasta la semana 12 de embarazo. El único caso en el que el gobierno federal ordena el acceso al aborto y la anticoncepción de emergencia es en caso de violación. Sin embargo, muchas mujeres enfrentan barreras para recibir esta atención, que incluyen: información inexacta, demoras indebidas e intimidación por parte de los funcionarios.
Los estudios también muestran que muchas mexicanas no conocen información precisa sobre la legalidad del aborto en su país; a menudo, creen que el aborto no es legal bajo ninguna circunstancia y, por lo tanto, no saben cómo recibir un aborto seguro en caso de que lo necesiten. La falta de acceso a abortos seguros y legales conduce a complicaciones por abortos inseguros, que la Organización Mundial de la Salud estima que es la tercera o cuarta causa de mortalidad materna.